# Sarment du Médoc
Pour les articles homonymes, voir Médoc (homonymie).
Les Sarments du Médoc sont élaborés dans une chocolaterie, créée en 1969 à Margaux.

## Origine

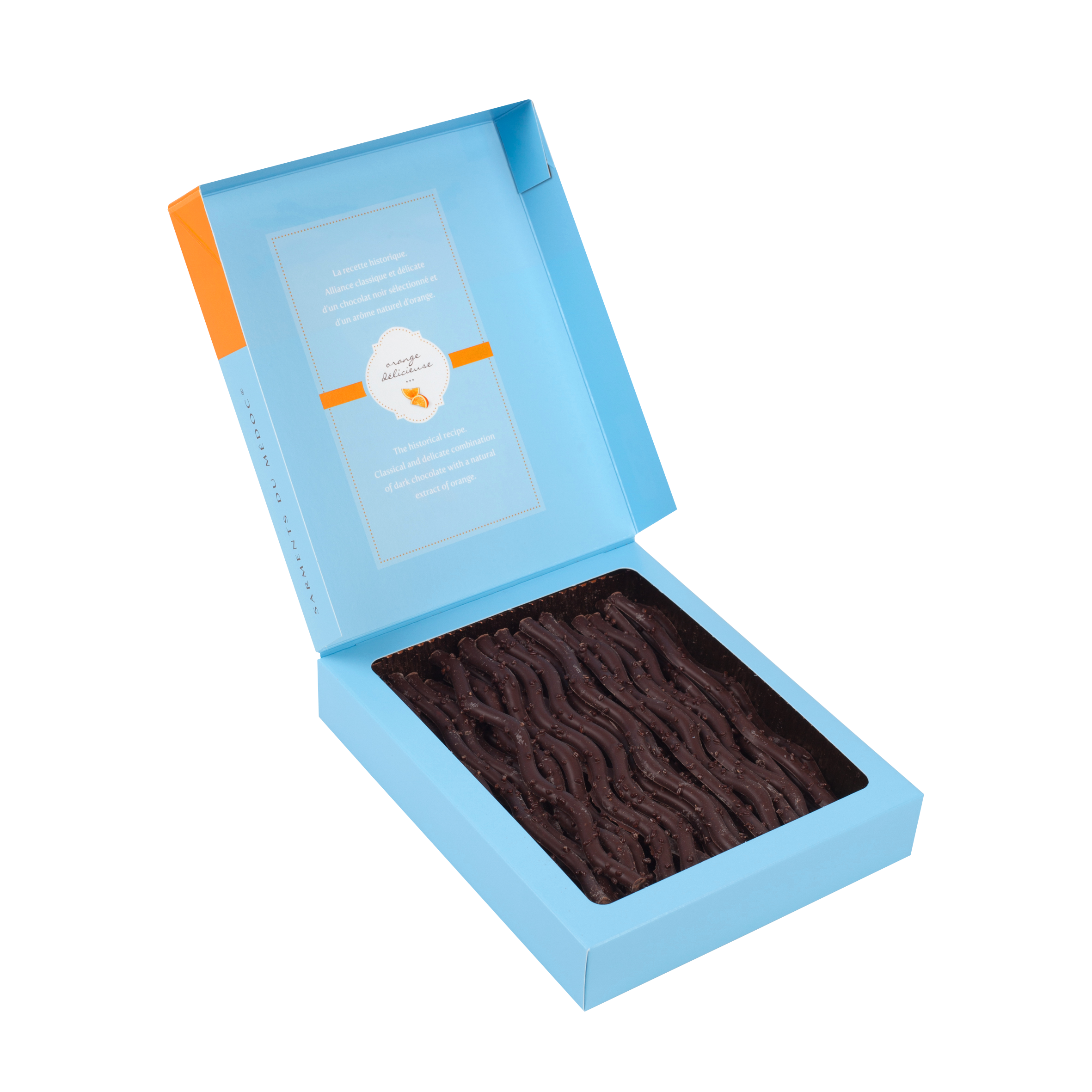
Sarments du Médoc

Celle-ci s'était faite une réputation dans la fabrication des barres de chocolat pour garnir les pains au chocolat. Ce fut un incident mécanique survenu à la tuyère de la machine qui provoqua la sortie de bâtonnets fins et tortueux. Le parallèle fut immédiatement fait avec les sarments des vignes toutes proches. Les sarments du Médoc venaient de naître.

## Commercialisation
Leur commercialisation fut un succès, tant en France qu'à l'étranger, et ils reçurent en juin 1983 Le Candy Award lors du Fancy Food Show à Washington, D.C., récompensant le meilleur produit importé aux États-Unis.